# Nagyszebeni zsinagóga

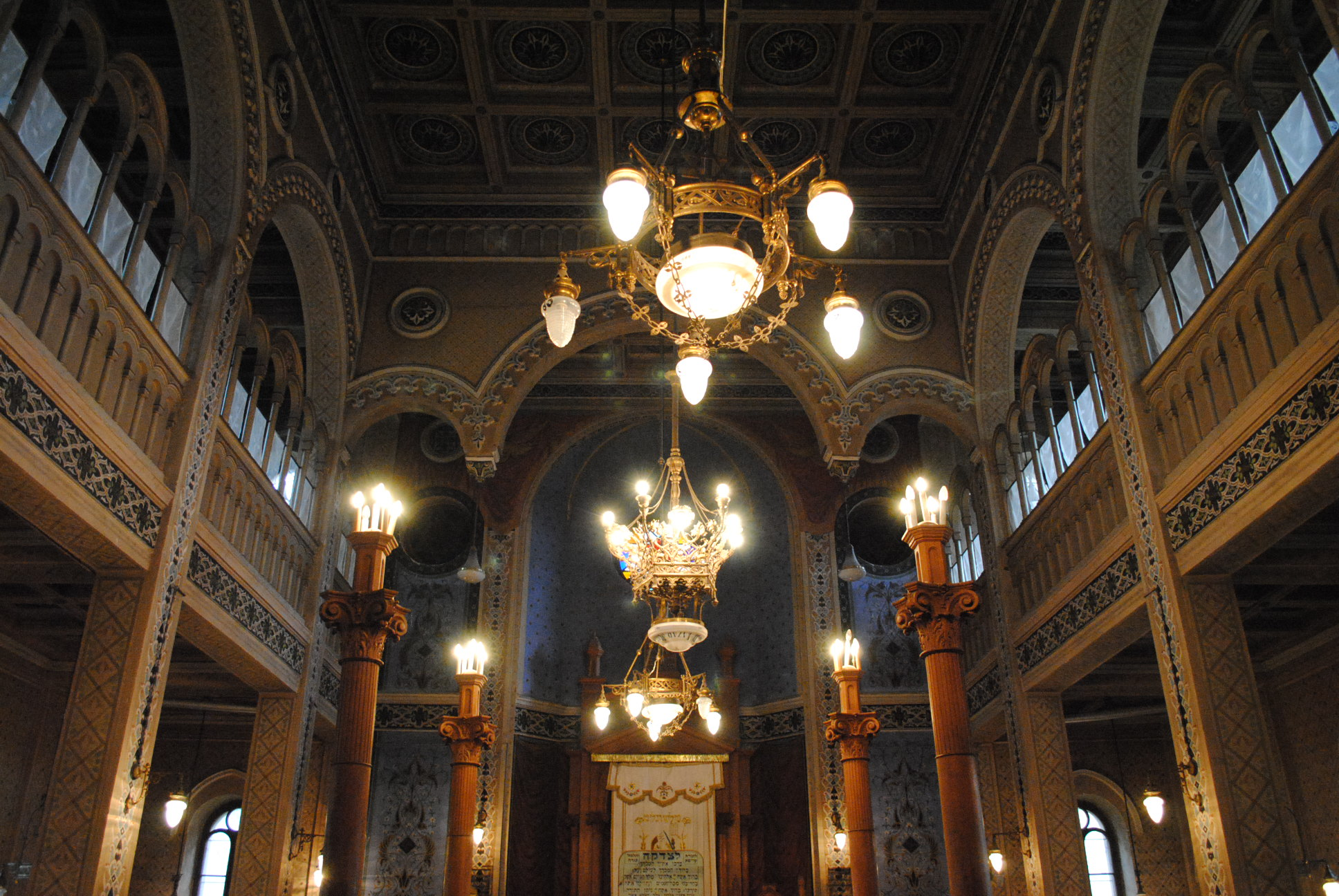

A nagyszebeni zsinagóga a Só utca/Salzgasse/Strada Constituției 11. szám alatti, különálló műemlék épület Nagyszebenben.
A templom 1898-ban épült, az egykori Magyar Királyság zsinagógái közül egyedülálló módon firenzei reneszánsz stílusban. A korszak Budapestjén az Andrássy úti paloták és villák építésénél használták ezt a stílust, de a magyar zsidóság ízlésével lépést nem tartó nagyszebeni közösség nem érezte világiasnak. A hármas tagolású épület nyerstégla homlokzatát vakolt díszítőfelületek tagolják, a középrizalit sarokpilléreit minaretek koronázzák. Belseje a firenzei dómot utánozza, kazettás mennyezettel és félköríves árkádsorokkal. Még a női karzat elválasztója is reneszánsz stílusú.
Nagyszebenben az első zsidó 1845-ben kapott letelepedési engedélyt, majd 1850-től szabadon beköltözhettek. Az első temetőt 1855-ben, az első zsinagógát 1878-ban létesítették. Az 1868-as hitszakadáskor az ortodox irányzathoz csatlakoztak. 1881-ben vérvád ütötte fel a fejét a városban. 1897-ben itt szervezte meg Rónai János az első cionista kört az akkori Magyar Királyságban. 1923-ban egy haszid (szefárd rítusú) közösség is alakult. A nagyszebeni zsidóság 1930-ban érte el a legnagyobb lélekszámot, 1441 fővel. A második világháború után, Izraelbe való kivándorlás következtében egyre kevesebben voltak, de 1970-ben még 125 zsidó élt Nagyszebenben, akik hetente használták a zsinagógát.